# Consul immaculatus
Consul immaculatus är en fjärilsart som beskrevs av Otto Staudinger 1887. Consul immaculatus ingår i släktet Consul och familjen praktfjärilar. Inga underarter finns listade i Catalogue of Life.